# أ. إم. جنكينز
أ. إم. جنكينز (بالإنجليزية: A. M. Jenkins)‏ (1961، تكساس في الولايات المتحدة)؛ كاتِبة، كاتبة للأطفال وروائية أمريكية.